# Mécrin
Mécrin is een gemeente in het Franse departement Meuse (regio Grand Est) en telt 228 inwoners (1999). De plaats maakt deel uit van het arrondissement Commercy.

## Geografie
De oppervlakte van Mécrin bedraagt 10,3 km², de bevolkingsdichtheid is 22,1 inwoners per km².
De onderstaande kaart toont de ligging van Mécrin met de belangrijkste infrastructuur en aangrenzende gemeenten.

## Demografie
Onderstaande figuur toont het verloop van het inwonertal (bron: INSEE-tellingen).